# Cornélis van der Veken
Cornelis van der Veken (Mechelen?, 1666 - Luik, 1740) was een 18e-eeuwse beeldhouwer die voornamelijk actief was in het prinsbisdom Luik. Samen met Jean Del Cour, Arnold de Hontoire, Jacques Vivroux, Guillaume Évrard en François-Joseph Dewandre kan hij gerekend worden tot de belangrijkste barokbeeldhouwers in het prinsbisdom Luik.

## Biografische schets
Over het leven van Cornélis van der Veken is weinig bekend. Hij zou afkomstig zijn uit Mechelen, waar hij in 1666 was geboren. Wellicht was hij de zoon van de Mechelse beeldhouwer en houtsnijder Nicolaas van der Veken of diens broer Lambertus. Cornélis kreeg zijn opleiding bij de Luikse beeldhouwer Arnold de Hontoire. Samen met De Hontoire en Robert Verburg werkte hij aan enkele gebeeldhouwde reliëfs voor de Sint-Lambertuskathedraal in Luik. De meesterproef bij het timmerliedenambacht legde hij af op 28 juli 1704. Vier jaar later trad hij in het huwelijk met Catherine Moreaux. Van der Veken was bevriend met de schilder Englebert Fisen.
Tijdens zijn loopbaan kreeg hij talloze opdrachten van kapittels, kloosters en parochies in Luik, Hoei, Dinant en andere plaatsen. Vander Veken is vooral bekend vanwege zijn beelden van engelen, engelbewaarders met kinderen en Sint-Jozef met Kindje Jezus. Een belangrijke opdracht betrof het hoofdaltaar voor de Sint-Bartolomeüskerk in Luik. Daarnaast ontwierp hij op beperkte schaal wereldlijke monumenten, interieurdecoraties en meubels.

## Werken
- Beelden van Sint-Jozef met Kind en Engelbewaarder met kind in de abdijkerk de la Paix Notre-Dame in Luik.
- Kruisbeeld (1690) en beelden Sint-Rochus en Sint-Dionysius in de Sint-Denijskerk in Luik.
- Reliëf van de Kruisafneming (1691-1700), oorspronkelijk bedoeld voor de Sint-Lambertuskathedraal, thans in de Onze-Lieve-Vrouwekerk in Verviers.
- Beelden van Sint Thibaut van Provins, Sint Fiacre van Brie (1691-1700), Madonna met Kind, Sint-Jozef, Engelbewaarder met kind en Sint-Helena (alle na 1701) in de Onze-Lieve-Vrouwekerk in Hoei.
- Deuromlijsting met gebeeldhouwde supraporte, kruisbeeld en beelden van Johannes de Doper en Genoveva van Parijs (alle ca 1701-'10) in de Sint-Janskerk in Luik.
- Twee beelden van engelen (1701-'10) in de Sint-Maartensbasiliek in Luik.
- Beelden van een engelbewaarder met kind, Sint-Jozef, Sint-Barbara en Antonius van Padua (alle ca 1701-'10) in de Sint-Catharinakerk in Luik.
- Beelden van Sint-Augustinus en Sint-Norbertus (1701-'10) in de Sint-Nicolaaskerk in Luik.
- Altaarbeelden (1705) in de Kerk van Sint-Joris en Sint-Oda in Amay.
- Hoofdaltaar (1706) in de Sint-Bartolomeüskerk in Luik.
- Altaar met Sint-Jozef en Kind (1707) en Sint-Rochus in de Kerk van Sint-Jan Evangelist in Beaufays.
- Twee engelenbeelden (1708) en hoofdaltaar (1717) in de Sint-Servaaskerk in Lantin.
- Hoofdaltaar, twee flankerende engelen en beelden van Madonna met Kind en Sint-Apollinaris (alle 1724) en beelden van Sint-Jozef met Kindje Jezus en engelbewaarder met kind (na 1725) in de Sint-Apollinariskerk te Bolland.
- Gebeeldhouwde kansel (1726) in de Collegiale kerk Onze-Lieve-Vrouw van Dinant in Dinant.
- Beelden van Sint-Jozef, Jacobus de Meerdere, Sint-Antonius Abt en Johannes Nepomucenus (alle 1727) in de Sint-Andreaskerk in Cerexhe-Heuseux.

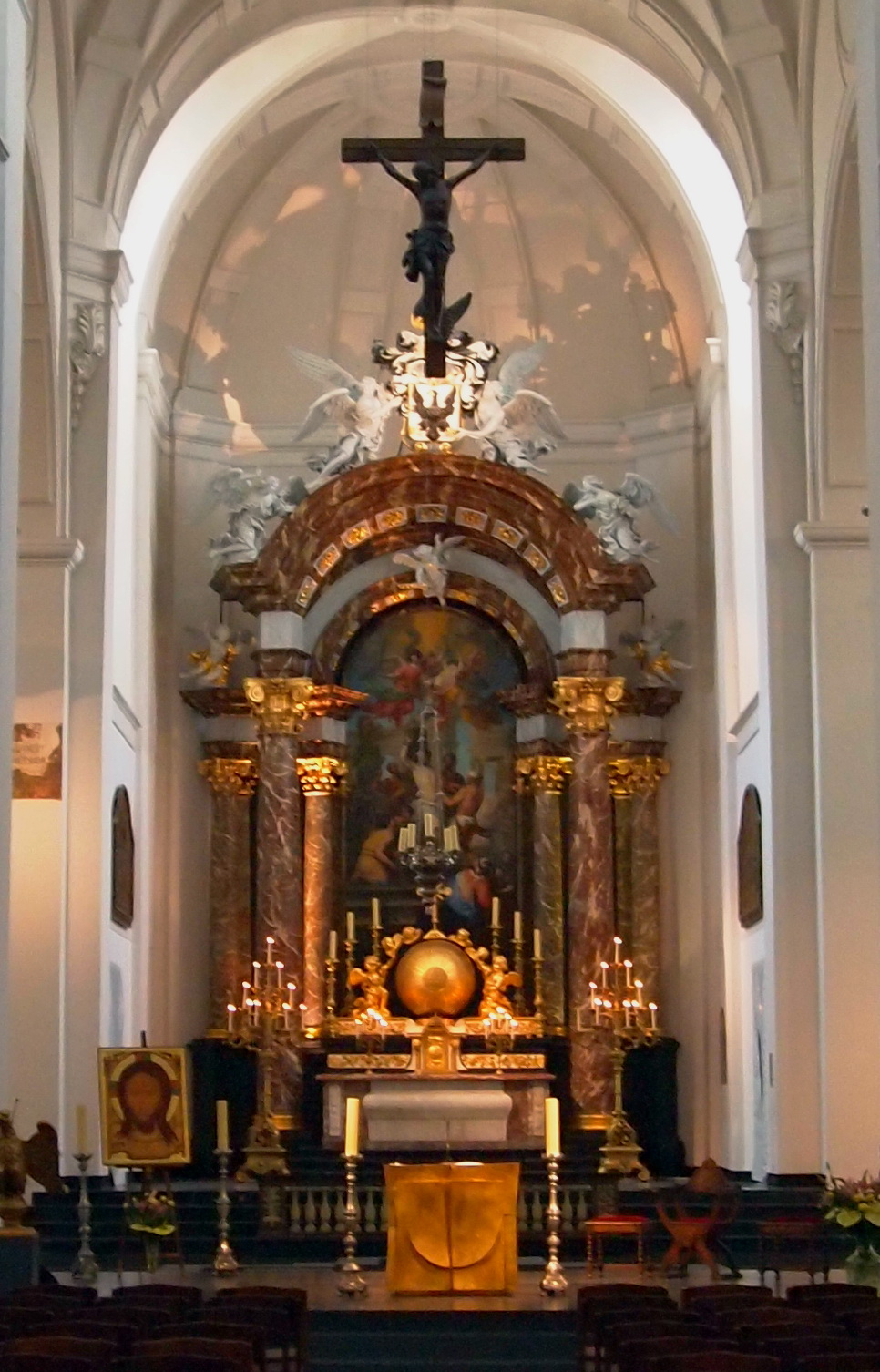
Hoofdaltaar St-Bartolomeüskerk
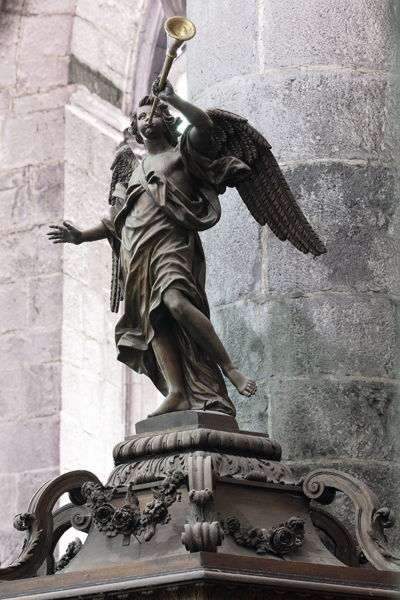
Kansel OLV-kerk, Dinant
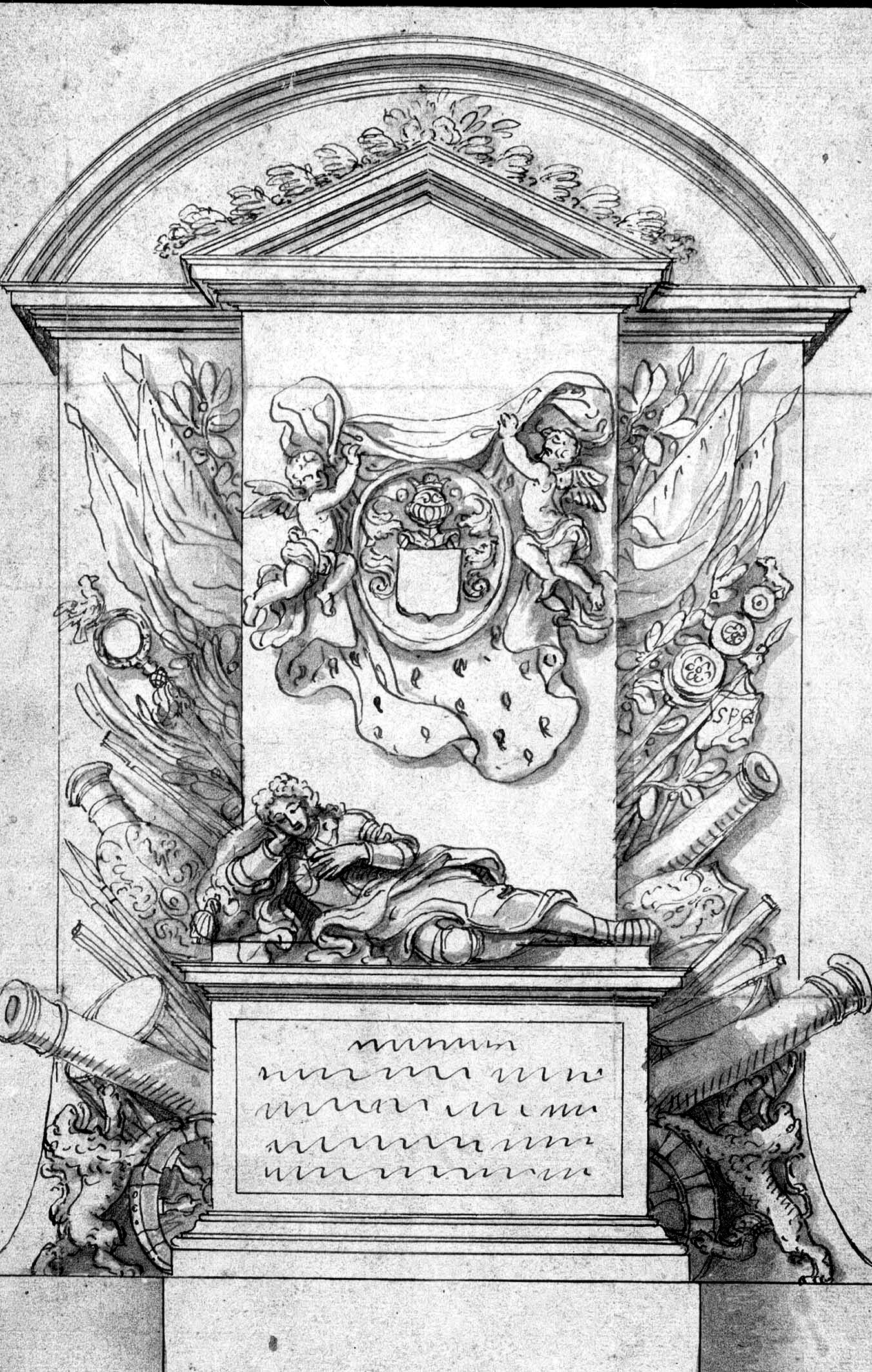
Ontwerp grafmonument
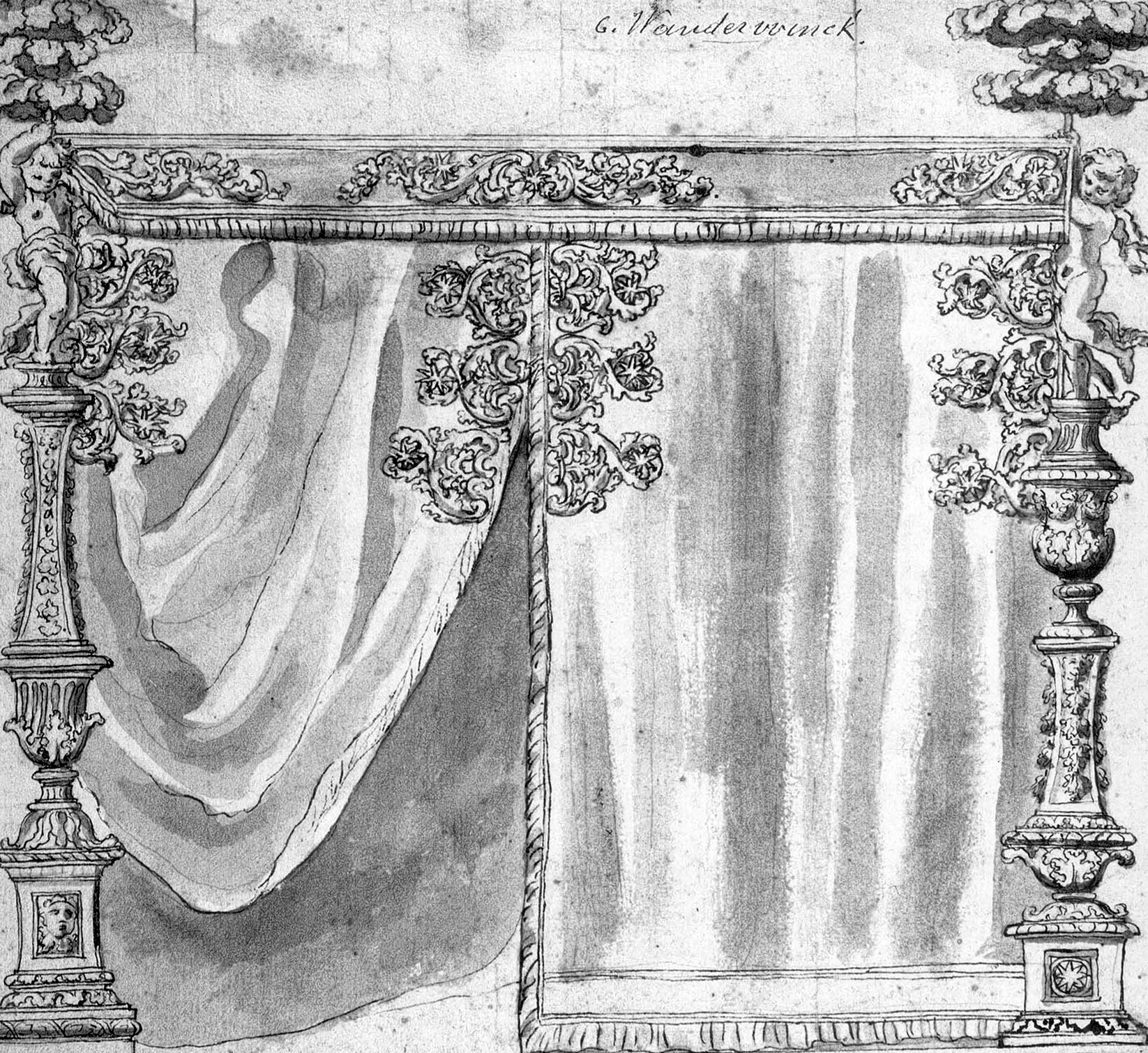
Ontwerp bedstee

- Biografisch Portaal: 32093639
- Gemeinsame Normdatei: 143449923
- International Standard Name Identifier: 0000 0001 1465 197X
- RKD-Nederlands Instituut voor Kunstgeschiedenis: 360216
- Virtual International Authority File: 167412539